# Table des caractères Unicode/U2600
Cette page contient des caractères spéciaux ou non latins. S’ils s’affichent mal (▯, ?, etc.), consultez la page d’aide Unicode.
Table des caractères Unicode U+2600 à U+26FF.

## Symboles divers
Jeu de symboles iconographiques : symboles météorologiques et astrologiques (soleils, nuage, parapluies, étoiles, foudre), téléphone, cases à cocher, boisson chaude (icône d’attente), pièces de jeu d’échecs japonais, trèfle noir, puce florale décorative, mains avec doigt pointé, signes de danger, caducée, symboles religieux (chrétiens, croix de Lorraine, musulmans, communisme, paix, yin yang) ou politiques, trigrammes Yi Jing, roue de dharma, binettes (émoticônes), symboles zodiacaux, pièces d’échecs, symboles de jeu de cartes (noirs ou blancs), symboles musicaux (notes, bémol, bécarre, dièse), symboles de recyclage, symbole international d'accessibilité, faces de dé, marques de go, monogrammes et bigrammes Yi Jing, symboles pour dictionnaires et cartographiques, fleur de lys, symboles de genres (ou alchimiques), cercles moyens, symboles généalogiques.

### Table des caractères
| en fr  | 0  | 1  | 2  | 3  | 4  | 5  | 6 | 7 | 8  | 9  | A  | B  | C  | D  | E  | F  |
| ------ | -- | -- | -- | -- | -- | -- | - | - | -- | -- | -- | -- | -- | -- | -- | -- |
| U+2600 | ☀  | ☁  | ☂  | ☃  | ☄  | ★  | ☆ | ☇ | ☈  | ☉  | ☊  | ☋  | ☌  | ☍  | ☎  | ☏  |
| U+2610 | ☐  | ☑  | ☒  | ☓  | ☔ | ☕ | ☖ | ☗ | ☘  | ☙  | ☚  | ☛  | ☜  | ☝  | ☞  | ☟  |
| U+2620 | ☠  | ☡  | ☢  | ☣  | ☤  | ☥  | ☦ | ☧ | ☨  | ☩  | ☪  | ☫  | ☬  | ☭  | ☮  | ☯  |
| U+2630 | ☰  | ☱  | ☲  | ☳  | ☴  | ☵  | ☶ | ☷ | ☸  | ☹  | ☺  | ☻  | ☼  | ☽  | ☾  | ☿  |
| U+2640 | ♀  | ♁  | ♂  | ♃  | ♄  | ♅  | ♆ | ♇ | ♈ | ♉ | ♊ | ♋ | ♌ | ♍ | ♎ | ♏ |
| U+2650 | ♐ | ♑ | ♒ | ♓ | ♔  | ♕  | ♖ | ♗ | ♘  | ♙  | ♚  | ♛  | ♜  | ♝  | ♞  | ♟  |
| U+2660 | ♠  | ♡  | ♢  | ♣  | ♤  | ♥  | ♦ | ♧ | ♨  | ♩  | ♪  | ♫  | ♬  | ♭  | ♮  | ♯  |
| U+2670 | ♰  | ♱  | ♲  | ♳  | ♴  | ♵  | ♶ | ♷ | ♸  | ♹  | ♺  | ♻  | ♼  | ♽  | ♾  | ♿ |
| U+2680 | ⚀  | ⚁  | ⚂  | ⚃  | ⚄  | ⚅  | ⚆ | ⚇ | ⚈  | ⚉  | ⚊  | ⚋  | ⚌  | ⚍  | ⚎  | ⚏  |
| U+2690 | ⚐  | ⚑  | ⚒  | ⚓ | ⚔  | ⚕  | ⚖ | ⚗ | ⚘  | ⚙  | ⚚  | ⚛  | ⚜  | ⚝  | ⚞  | ⚟  |
| U+26A0 | ⚠  | ⚡ | ⚢  | ⚣  | ⚤  | ⚥  | ⚦ | ⚧ | ⚨  | ⚩  | ⚪ | ⚫ | ⚬  | ⚭  | ⚮  | ⚯  |
| U+26B0 | ⚰  | ⚱  | ⚲  | ⚳  | ⚴  | ⚵  | ⚶ | ⚷ | ⚸  | ⚹  | ⚺  | ⚻  | ⚼  | ⚽ | ⚾ | ⚿  |
| U+26C0 | ⛀  | ⛁  | ⛂  | ⛃  | ⛄ | ⛅ | ⛆ | ⛇ | ⛈  | ⛉  | ⛊  | ⛋  | ⛌  | ⛍  | ⛎ | ⛏  |
| U+26D0 | ⛐  | ⛑  | ⛒  | ⛓  | ⛔ | ⛕  | ⛖ | ⛗ | ⛘  | ⛙  | ⛚  | ⛛  | ⛜  | ⛝  | ⛞  | ⛟  |
| U+26E0 | ⛠  | ⛡  | ⛢  | ⛣  | ⛤  | ⛥  | ⛦ | ⛧ | ⛨  | ⛩  | ⛪ | ⛫  | ⛬  | ⛭  | ⛮  | ⛯  |
| U+26F0 | ⛰  | ⛱  | ⛲ | ⛳ | ⛴  | ⛵ | ⛶ | ⛷ | ⛸  | ⛹  | ⛺ | ⛻  | ⛼  | ⛽ | ⛾  | ⛿  |

### Compléments Unicode 5.0
|        | 0 | 1 | 2 | 3 | 4 | 5 | 6 | 7 | 8 | 9 | A | B | C | D | E | F |
| ------ | - | - | - | - | - | - | - | - | - | - | - | - | - | - | - | - |
| U+26B0 |   |   | ⚲ |   |   |   |   |   |   |   |   |   |   |   |   |   |